# Slow (Rumer)
Slow è un brano musicale della cantante inglese Rumer, pubblicato il 23 agosto 2010 dall'etichetta discografica Atlantic ed estratto come primo singolo dal suo album di debutto Seasons of My Soul.
Il singolo è entrato alla posizione numero 16 nella classifica del Regno Unito e vi ha trascorso nove settimane non consecutive in totale.

## Tracce
CD singolo
1. Slow - 3:32

Download digitale
1. Slow - 3:32
2. Healer - 3:13
3. The Moon's Harsh Mistress - 2:51
4. Slow (Video) - 3:41
5. An Introduction to Rumer (Video) - 6:48

## Classifiche
| Classifica (2010/2011) | Posizione massima |
| ---------------------- | ----------------- |
| Belgio (Fiandre)       | 58                |
| Belgio (Vallonia)      | 41                |
| Irlanda                | 33                |
| Paesi Bassi            | 61                |
| Regno Unito            | 16                |